# Karolin Kolbe
Karolin Kolbe (* 1993 in Kassel) ist eine deutsche Autorin.

## Werdegang
Karolin Kolbe wuchs in Kassel auf. Sie studierte Filmwissenschaft, Allgemeine und vergleichende Literaturwissenschaft und Angewandte Literaturwissenschaft an der Freien Universität Berlin. Ihr Debütroman erschien im Alter von 17 Jahren. Ihre Bücher erscheinen im Thienemann-Esslinger Verlag, bei Schneiderbuch und im Casimir Verlag.

## Werke
- Die Zwillingsquelle, Casimir Verlag, 2010, ISBN 978-3-940877-04-8
- Die Königsprophezeihung, Casimir Verlag, 2014, ISBN 978-3-940877-07-9
- 17 Briefe oder der Tag, an dem ich verschwinden wollte, Thienemann Esslinger Verlag, Stuttgart 2015,  ISBN 978-3-522-50452-2
- Schools out! Jetzt Fängt das Leben an!, Thienemann Esslinger Verlag, Stuttgart 2015, ISBN 978-3-522-50464-5
- Granatapfeltage – Wie alles begann, Thienemann Esslinger Verlag, Stuttgart 2016, ISBN 978-3-522-65327-5
- Granatapfeltage – Mein Roadtrip quer durch Spanien, Thienemann Esslinger Verlag, Stuttgart 2016, ISBN 978-3-522-50511-6
- Glücksgefühl, Thienemann Esslinger Verlag, Stuttgart 2017, ISBN 978-3-522-65370-1
- Playlist, Schneiderbuch 2020, ISBN 978-3-505-14341-0
- Und plötzlich steht dein Leben auf Null, Stuttgart 2021, ISBN 978-3-522-65464-7